# جوناثان روبنسون (سياسي)
جوناثان روبنسون هو سياسي كندي، ولد في 18 نوفمبر 1894 في كندا، وتوفي في 11 أكتوبر 1948 في مونتريال في كندا. حزبياً، نشط في الإتحاد الوطني. وقد انتخب عضو الجمعية الوطنية في كيبك ‏.